# French Without Tears
French Without Tears es una obra de teatro del dramaturgo británico Terence Rattigan estrenada en 1936.

## Argumento
Alan, Brian y Kenneth son tres jóvenes ingleses que se trasladan a una villa al Sur de Francia para, bajo la férrea tutela de Monsieur Maingot, aprender la lengua francesa. Allí los dos primeros son seducidos por la ambiciosa Diana, hermana de Kenneth. Ambos, junto a un nuevo camarada, el Comandante Rogers, temen aviesas intenciones en los acercamientos de Diana. Ésta finalmente los olvida, ya que ha puesto en su punto de mira al joven heredero Lord Heybrook, quien para desilusión de Diana, termina desvelándose un adolescente de quince años.

## Personajes
- Kenneth Lake
- Alan Howard
- Brian Curtis
- Monsieur Maingot
- Teniente-Comandante Rogers
- Diana Lake
- Kit Neilan
- Jacqueline Maingot
- Lord Heybrook

## Producciones
La obra se estrenó en el Criterion Theatre de Londres el 7 de noviembre de 1936 con un cartel integrado por Trevor Howard (Kenneth), Rex Harrison (Alan), Guy Middleton (Brian), Jessica Tandy (Jacqueline), Roland Culver (Rogers) y Kay Hammond (Diana). Se llegaron a representar 1039 funciones.
El 28 de septiembre de 1937 se estrenó en el Henry Miller's Theatre de Broadway, con Philip Friend (Kenneth), Frank Lawton (Alan), Guy Middleton (Brian), Jacqueline Porel  (Jacqueline), Cyril Raymond (Rogers) y Penelope Dudley Ward (Diana).

## Adaptaciones
La obra se llevó al cine por el británico Anthony Asquith, que contó para los principales papeles con Ray Milland (Alan), Kenneth Morgan (Kenneth) y Ellen Drew (Diana) en una cinta que en España se tituló Coqueta hasta el fin.
También se ha llevado a la pequeña pantalla en numerosas ocasiones. Destaca la producción para la BBC emitida en el espacio Saturday Playhouse en 1958 con Denholm Elliott como Alan y Elvi Hale como Diana. La misma cadena realizó otra versión en 1976 que contó con Nigel Havers (Kenneth), Anthony Andrews (Alan), David Robb (Brian), Barbara Kellerman (Jacqueline), Michael Gambon (Rogers) y Nicola Pagett (Diana).
También se han realizado adaptaciones en las televisiones de Suecia (Diana går på jakt, 1960), Alemania (Parlez-vous français?, 1962) y España (El francés a su alcance); esta última, emitida el 30 de octubre de 1970 en el espacio Estudio 1, de Televisión española, con María Luisa Merlo, Juan Diego, Jaime Blanch, Nuria Carresi y Luis Morris.